# Trigonosaurus
Trigonosaurus war der Name einer Gattung sauropoder Dinosaurier aus der Gruppe der Titanosauria, die während der späten Oberkreide (Maastrichtium) im heutigen Südamerika lebte.
Sie war durch zwei sehr fragmentarische Skelette bekannt, die aus der Marília-Formation im brasilianischen Bundesstaat Minas Gerais stammen. Weitere Titanosaurier dieser Formation schließen Uberabatitan, Baurutitan und Aeolosaurus ein.
Eine Studie aus dem Jahr 2022 ergab, dass die Trigonosaurus zugeordneten Fossilien des Holotypus´ eigentlich zur Gattung Barutitan gehören. Da Barutitan der ältere Name ist, wäre das Taxon Trigonosaurus demnach ungültig. Aus diesem Grund wurden die ursprünglich ebenfalls als Trigonosaurus interpretierten Schwanzwirbel der neuen Gattung Caieiria zugeordnet.

## Merkmale
Das Holotyp-Exemplar wurde auf eine Länge von etwa 9,5 Metern geschätzt, kleiner und weniger robust gebaut als Uberabatitan.
Von verwandten Gattungen wurde Trigonosaurus durch eine Kombination diagnostischer Merkmale an den Wirbeln abgegrenzt: So waren beispielsweise die Halswirbel verlängert und wiesen niedrige Dornfortsätze und einen konkaven ventralen Rand auf. Die mittleren Rückenwirbel waren ebenfalls verlängert, wobei die Dornfortsätze stark nach vorne geneigt sind. Die Präzygapophysen der Schwanzwirbel waren nach vorne erweitert und zeigten breite Verbindungsflächen. Die Verbindungsflächen der Hämalbögen sind ab den dritten Schwanzwirbel stark entwickelt.

## Systematik
Die Verwandtschaftsbeziehungen dieser Gattung innerhalb der Titanosauria waren unklar. Sie schien weder zu den abgeleitetsten (modernsten) Titanosauriern, der Saltasaurinae, noch zu den basaleren (ursprünglicheren) Titanosauria gehört zu haben. Salgado, Coria und Calvo (1997) sahen eine engere Verwandtschaft mit Opisthocoelicaudia, was Campos und Kollegen (2005) jedoch bezweifelt wurde. Campos und Kollegen sahen dagegen einige Gemeinsamkeiten mit den Aeolosaurini (Aeolosaurus und Gondwanatitan); so befinden sich die Wirbelbögen weiter vorne auf den Wirbelkörpern, während die Dornfortsätze schräg nach vorne gerichtet waren. 2022 wurde Trigonosaurus mit der Gattung Barutitan synonymisiert.

## Fund, Entdeckungsgeschichte und Namensgebung
Die beiden Skelettfragmente stammen aus der Caieira-Fundstelle, einem stillgelegten Steinbruch etwa zwei Kilometer nördlich von Peirópolis nahe Uberaba. Die Fossilien stammen aus fein- bis mittelkörnigen weißen bis gelben Sandsteinen, die zur Marília-Formation (Serra-da-Galga-Member) gehören, einer Formation der Bauru-Gruppe. Diese Formation wird auf das Maastrichtium datiert, der letzten Stufe der Oberkreide.
Das Holotyp-Exemplar (Exemplarnummer MCT 1488-R) besteht aus fünf Halswirbeln, zehn Rückenwirbeln, dem Kreuzbein sowie dem linken Darmbein (Ilium). Die Rückenwirbel sowie der letzte Halswirbel befanden sich bei ihrer Entdeckung im anatomischen Verbund. Das zweite Exemplar (Paratyp, Exemplarnummer MCT 1719-R) besteht aus zehn Schwanzwirbeln, die zwar isoliert vorgefunden wurden, jedoch aufgrund ihrer einheitlichen Größe und Morphologie wahrscheinlich zu einem einzigen Individuum gehörten. Möglicherweise handelte es sich bei beiden Exemplaren um ein einziges Individuum. Die Fossilien werden im Museu de Ciências da Terra aufbewahrt.
Die Fossilien wurden von Llewellyn Ivor Price entdeckt und seitdem von verschiedenen Forschern untersucht (Powell, 1987; Campos und Kellner, 1999). Sie wurden als Peirópolis Series B geführt, jedoch nicht offiziell benannt. Erst Diogenes de Almeida Campos und Kollegen veröffentlichten 2005 eine umfangreiche Beschreibung und benannten die neue Gattung Trigonosaurus pricei. Der Gattungsname Trigonosaurus (gr. trigónos – „Dreieck“, portugiesisch „triângulo“; saura – „Echse“) weist auf das Triângulo Mineiro, eine Region in Minas Gerais, aus der die Fossilien stammen. Der Artname, pricei, ehrt Llewellyn Ivor Price, einem bedeutenden Paläontologen und Entdecker der Skelette.
Auf der Grundlage weiterer Funde aus der Caieira-Fundstelle wurde im Jahr 2022 auch MCT 1488-R erneut untersucht und nun der Gattung Baurutitan zugeordnet. Die ebenfalls ursprünglich dem nun ungültigen Taxon Trigonosaurus zugeordneten Schwanzwirbel des Paratyps (MCT 1719-R) wurden als Holotyp der neuen Gattung Caieiria interpretiert.